# Campeonato Mundial de Rugby M19 División B de 1987
El Campeonato Mundial de Rugby M19 División B de 1987 se disputó en Alemania Occidental y fue la octava edición del torneo en categoría M19.

## Equipos participantes
- Selección juvenil de rugby de Dinamarca
- Selección juvenil de rugby de Países Bajos
- Selección juvenil de rugby de Polonia
- Selección juvenil de rugby de Portugal
- Selección juvenil de rugby de Suecia
- Selección juvenil de rugby de Suiza
- Selección juvenil de rugby de Túnez
- Selección juvenil de rugby de Yugoslavia

## Posiciones finales
| Pos | Equipo       |
| --- | ------------ |
|     | Portugal     |
|     | Polonia      |
|     | Túnez        |
| 4   | Suiza        |
| 5   | Países Bajos |
| 6   | Yugoslavia   |
| 7   | Suecia       |
| 8   | Dinamarca    |

### Campeón
| Bandera de Portugal |
| Campeón Portugal    |
| Segundo título      |